# الحشرج (جيشان)

تعديل مصدري - تعديل

الحشرج هي إحدى قرى عزلة جيشان بمديرية جيشان التابعة لمحافظة أبين، بلغ تعداد سكانها 175 نسمة حسب تعداد اليمن لعام 2004.